# Martin Plessner
Martin Plessner (* 30. Dezember 1900 in Posen; † 27. November 1973 in Jerusalem) war ein Orientalist, der zunächst in Deutschland und ab 1933 in Palästina bzw. Israel tätig war.

## Leben
Plessner legte 1918 in Breslau die Reifeprüfung ab und studierte danach in Breslau und Berlin semitische Sprachen, Islamwissenschaft, Philosophie, klassische Philologie sowie alte und mittelalterliche Geschichte und Kunstgeschichte. Er wurde 1925 in Breslau mit seiner Dissertation über den Oikonomikos promoviert.
Von 1925 bis 1927 war Plessner Assistent für Islamwissenschaften bei Hellmut Ritter an der Universität Hamburg. Dem folgte bis 1929 eine weitere Assistentenstelle am Forschungsinstitut für Geschichte der Naturwissenschaften in Berlin, an die sich ein sechsmonatiger Studienaufenthalt in Konstantinopel anschloss. Von Ende 1929 bis 1930 übernahm Plessner eine Vertretungsassistenz bei Paul Kahle am Orientalischen Seminar der Universität Bonn.
1931 habilitierte sich Plessner am Orientalischen Seminar der Universität Frankfurt bei Josef Horovitz in Semitischer Philologie und Islamkunde mit einer historiographischen Arbeit zum Arabischen: Studien zur Gajat al-Hakim. Die Arbeit ist nicht im Druck erschienen.
Plessner lehrte seit 1931 als Privatdozent in Frankfurt. Im gleichen Jahr gehörte er „zu den wenigen Hochschullehrern, die sich damals auch republikanisch artikulierten: so hatte er 1931 auch die »Protesterklärung republikanischer und sozialistischer Hochschullehrer« im Fall Gumbel unterzeichnet“, mit der dem in Heidelberg vom nationalsozialistischen Studentenbund drangsalierten Gumbel Solidarität bekundet werden sollte.
Nach der Machtergreifung der Nazis wurde Plessner 1933 nach § 3 des Gesetzes zur Wiederherstellung des Berufsbeamtentums wegen „nicht arischer Abstammung“ die Lehrbefugnis entzogen. Vier Jahre später wurde er ausgebürgert.
Plessner emigrierte 1933 zusammen mit seiner Frau Eva Esther (geborene Jeremias, 1905–1991) nach Palästina und war von 1933 bis 1945 Lehrer in Haifa. Seit 1949 war er bei der Israelischen Nationalbibliothek in Jerusalem angestellt und gehörte seit 1950 zum Lehrkörper der Hebräischen Universität Jerusalem, seit 1955 als außerordentlicher Professor für Arabische Sprachen und Literatur. Von 1963 bis zur Emeritierung 1969 lehrte er als ordentlicher Professor für islamische Kultur. Er war der wissenschaftliche Herausgeber der ins Hebräische übersetztenVorlesungen über den Islam von Ignaz Goldziher, die 1951 mit einem Vorwort von ihm in Israel veröffentlicht wurden, und veröffentlichte vor allem auch zu den jüdisch-arabischen kulturellen Beziehungen sowie eine in Hebräisch publizierte arabische Grammatik.
Im Rahmen der sogenannten Wiedergutmachung wurde Plessner seit 1956 an der Universität Frankfurt als »Emeritus« geführt. In der zweiten Hälfte der 1960er Jahre wurde er Mitglied in verschiedenen deutschen Akademien, so in Berlin (1966) und in Göttingen (1967), wo er zum korrespondierenden Mitglied der Göttinger Akademie der Wissenschaften gewählt wurde.

## Veröffentlichungen (Auswahl)
- Der OIKONOMIKOC des Neupythagoreers „Bryson“ und sein Einfluss auf die islamische Wissenschaft. Heidelberg 1928.
- Die Geschichte der Wissenschaften im Islam als Aufgabe der modernen Islamwissenschaft. 1931.
- als Übersetzer mit Hellmut Peter: (Pseudo-)Mağrîtî: „Picatrix“. Das Ziel des Weisen von Pseudo-Mağrîtî. London 1962 (= Studies of the Warburg Institute. Band 27).
- Die Bedeutung der Wissenschaftsgeschichte für das Verständnis der geistigen Welt des Islams. 1966.

## Übersetzungen
- Ignaz Goldziher: Hartsaot 'al ha-Islam. („Vorlesungen über den Islam“) Bialik Institute, Israel, 1951.